# Cuphea sunubana
Cuphea sunubana är en fackelblomsväxtart som beskrevs av Alicia Lourteig. Cuphea sunubana ingår i släktet blossblommor, och familjen fackelblomsväxter. Inga underarter finns listade i Catalogue of Life.